# Мощность локомотива
Мощность локомотива — одна из основных характеристик, которая выражает тяговые и скоростные качества локомотива.
Мощность локомотива есть объём выполненной локомотивом работы отнесённый к потраченному на его выполнение времени. В основном определяют касательную мощность, которую развивают движущие колёса при реализации расчётной или длительной касательной силы тяги локомотива. Касательная мощность локомотива необходима для проведения расчётов, по которым определяют максимальную массу поезда и скорость его движения на расчётном подъёме, а также для определения параметров основных узлов локомотива (таких как осевая формула, осевая нагрузка и прочие).
В основном, касательную мощность локомотива определяют по следующей формуле: 

Nk=Fk • v / 3600 (кВт), где 
Fk — касательная сила тяги локомотива, Н;
v — скорость движения, км/ч. 

Для тепловозов, как правило мощность определяется мощностью дизеля при нормальных атмосферных давлениях и КПД передачи, для электровозов — суммарной мощностью тяговых электродвигателей.
Для электровозов и тепловозов различают мощность длительного режима (её локомотив может развивать в течение длительного периода времени) и мощность часового режима (её локомотив может развивать в течение часа, после чего за допустимые рамки выходит нагрев электрических машин)
Значения мощности некоторых локомотивов:
- Паровоз О — ~ 400 кВт
- Паровоз Э — ~ 700 кВт
- паровоз ФД — ~ 1500 кВт
- ТЭ3 — 2100 кВт
- 2ТЭ116 — ~ 3000 кВт
- ЧС4 - 5100 кВт
- ВЛ10 — 5200 кВт
- ВЛ80 — 6520 кВт
- ET40 - 6864 кВт (часовой режим)
- ЧС8 - 7200 кВт (длительный режим)
- ВЛ15 — 9000 кВт
- ВЛ85 — 10 020 кВт  (часовой режим)
- Электровоз ВЛ86ф — 11 400 кВт